# NGC 3149
NGC 3149 في الفهرس العام الجديد، هي مجرة، تقع في كوكبة الحرباء. اكتشفت في 24 فبراير 1835 بواسطة جون هيرشل.

## روابط خارجية
- NGC 3149 على موقع ويكي سكاي: DSS2, SDSS, GALEX, IRAS, Hydrogen α, X-Ray, Astrophoto, Sky Map, Articles and images